# Ophiomyia kilembensis
Ophiomyia kilembensis är en tvåvingeart som beskrevs av Spencer 1985. Ophiomyia kilembensis ingår i släktet Ophiomyia och familjen minerarflugor.
Artens utbredningsområde är Uganda. Inga underarter finns listade i Catalogue of Life.